# Flora Neotropica
Flora Neotropica es una serie de monografias publicadas por  New York Botanical Garden Press, y es la publicación oficial de  Organization for Flora Neotropica. Cubre el tratamiento taxonómico de las plantas y familias de plantas de la región que cubre desde el trópico de Cáncer al trópico de Capricornio. La revista es editada por  Thomas Zanoni (New York Botanical Garden). La revista fue establecida en 1967 y es publicada regularmente.